# Prophasis
Prophasis is in de Griekse mythologie de godin van de uitvluchten. Ze is de dochter van Epimetheus en Pandora, de eerste vrouw, en de zus van Metameleia (godin van het berouw) en Pyrrha (de echtgenote van Deukalion).